# سفارة فرنسا في اليمن
سفارة فرنسا في اليمن هي الممثل الرسمي للجمهورية الفرنسية في الجمهورية اليمنية. تقع في صنعاء عاصمة البلاد، ويشغل جان ماري صفا منصب السفير لدى اليمن منذ عام 2021.

## السفارة
تقع السفارة في صنعاء (مغلقة حاليا). كما أنها تستضيف قسمًا قنصليًا.

## تاريخ
قبل إعادة توحيد اليمن كانت اليمن مقسمة إلى دولتين:
- جمهورية اليمن الديمقراطية الشعبية (اليمن الجنوبي)،
- الجمهورية العربية اليمنية (اليمن الشمالي).

لذلك كان لفرنسا سفارتان منفصلتان:
- الذي يقع في مقر السفارة الحالية ويشكل التمثيل الدبلوماسي للجمهورية العربية اليمنية.
- كان مقر سفارة جمهورية اليمن الديمقراطية الشعبية في عدن، عاصمة البلاد.

## قائمة السفراء

### سفراء فرنسا لدىالجمهورية العربية اليمنيةفي صنعاء
| السفير                    | من   | الى  |
| ------------------------- | ---- | ---- |
| الجمهورية العربية اليمنية |      |      |
| جين ليجرين                | 1971 | 1972 |
| جورج جالي                 | 1972 | 1975 |
| بيير بلوين                | 1975 | 1979 |
| لوك بالديت                | 1979 | 1983 |
| مايكل اندريه              | 1983 | 1986 |
| مايكل بيسيك               | 1986 | 1989 |
| جان فرانسوا نودينوت       | 1989 | 1992 |

### السفراء لدى الجمهورية اليمنية
| السفير             | من                | الى      |
| ------------------ | ----------------- | -------- |
|                    | الجمهورية اليمنية |          |
| مارسيل لوجل        | 1992              | 1997     |
| أندريه جانيير      | 1997              | 1999     |
| بيير بويلو         | 1999              | 2003     |
| آلان موريو         | 2003              | 2006     |
| جيل جوتييه         | 2006              | 2009     |
| جوزيف سيلفا        | 2009              | 2011     |
| فرانك جيليه        | 2011              | 2014     |
| جان مارك جروسجورين | 2014              | 2016     |
| كريستيان تستوت     | 2016              | 2021     |
| جان ماري صفا       | 2021              | حتى الآن |

## العلاقات دبلوماسية
أستقال اليمن الشمالي عام 1918 باسم المملكة المتوكلية اليمنية. وأستبدل النظام الذي أطيح به عام 1962 إلى الجمهورية العربية اليمنية.
أعلنت الوحدة اليمنية في 22 مايو 1990، وأصبحت صنعاء العاصمة الوحيدة، وأصبحت السفارة لدى نظام اليمن الشمالي ممثل فرنسا لدى الدولة الموحدة.
في 13 فبراير 2015 أعلن وزير الخارجية لوران فابيوس إغلاق السفارة الفرنسية في صنعاء إلى أجل غير مسمى. انتقل السفير الفرنسي إلى جدة بالمملكة العربية السعودية مع فريقه، ثم إلى الرياض منذ سبتمبر 2015.

## القنصلية

### الجالية الفرنسية
في 31 ديسمبر 2016 تم تسجيل 245 فرنسياً في السجل القنصلي في اليمن.

## انظر كذلك
- وزارة الشؤون الخارجية
- التمثيل الدبلوماسي الفرنسي

## روابط خارجية
- السفارة الفرنسية في اليمن
- وزارة الخارجية الفرنسية